# F505iGPS
ムーバ F505iGPS（ムーバ エフ ごー まる ご アイ ジーピーエス）は、富士通（現・富士通コネクテッドテクノロジーズ製のNTTドコモ向けの携帯電話(mova)端末である。

## 概要
505iSシリーズと同時期に発表されているが、当端末は2003年7月に発売されたF505iの小変更モデルであり、505iSシリーズの位置付けではない。2003年冬モデルの505iSシリーズは主要メーカーの中で、富士通だけラインナップがなかった。
同じ富士通製のF661iに次ぎ、ドコモでは2機種目となるGPS搭載iモード携帯電話である。試作的要素が強く、iアプリやカメラもなかったF661iとは異なり、当時のハイスペック機だったF505iをベースとしている。位置情報を確認できるようになっている。また、カメラにオートフォーカスが追加されているほか、サブディスプレイの有機ELの発色数が256色から4,096色にスペックアップした。なお、F505iに搭載されていた指紋認証機能はない。
機能追加により、F505iに比べ、厚さが3mm、質量が10gそれぞれ増加している。
GPS搭載機の前作のF661iでは、発売直後に不具合が生じ、その後1か月にわたって販売中止されるというトラブルがあったが、本機種ではそのような不具合は発生しなかった。
本機種は、当時の主力の50Xシリーズに初めてGPSが搭載された端末であったが、その後のドコモでは、GPSを搭載した機種は続かず、「EZナビウォーク」などの機能でGPSを前面に出したau（KDDI）に大きく差を付けられることになる。
ドコモ端末で、GPS付き携帯電話が普及するのは、2007年夏モデルのFOMA904iシリーズ以降である。

## 歴史
- 2003年12月19日　ドコモから発表。
- 2003年12月24日　発売開始。
- 2012年3月31日　movaサービス終了により使用はこの日限りとなる。